# جکی چان: بدل‌کاران من
جکی چان: بدل‌کاران من (انگلیسی: Jackie Chan: My Stunts) یک فیلم در ژانر رزمی و مستند به کارگردانی جکی چان است که در سال ۱۹۹۹ منتشر شد. از بازیگران آن می‌توان به جکی چان، یوئن بیائو، کن لو، مارس و برد الن اشاره کرد. در این مستند جکی چان و تیم بدل کاری اش اسرار برخی از بدلکاری‌های بزرگ شان را به شما نمایش می‌دهند. این مستند از فیلم‌برداری فیلم‌های من کی هستم و ساعت شلوغی تهیه شده است.
در سایت IMDB به این فیلم از ۱۰، امتیاز ۷٫۶ داده شده است.